# Takeshi Sanno
Takeshi Kanno (菅野武, sanno takeshi) est un médecin japonais. Il exerce à Minamisanriku lors du séisme de 2011 de la côte Pacifique du Tōhoku. Il s'est fait connaître pour avoir aidé à secourir les patients de son hôpital jusqu'à l'évacuation du dernier d'entre eux deux jours après le séisme. Il est alors retenu par le Time cette année-là qui le classe dans sa liste des 100 personnalités les plus influentes du monde, aux côtés du maire de la ville de Minamisōma Katsunobu Sakurai.

## Source
1. ↑  (en) Krista Mahr, « Takeshi Kanno, Doctor », Time, 21 avril 2011, consulté sur www.time.com le 22 avril 2011